# Marcadet – Poissonniers (Métro Paris)

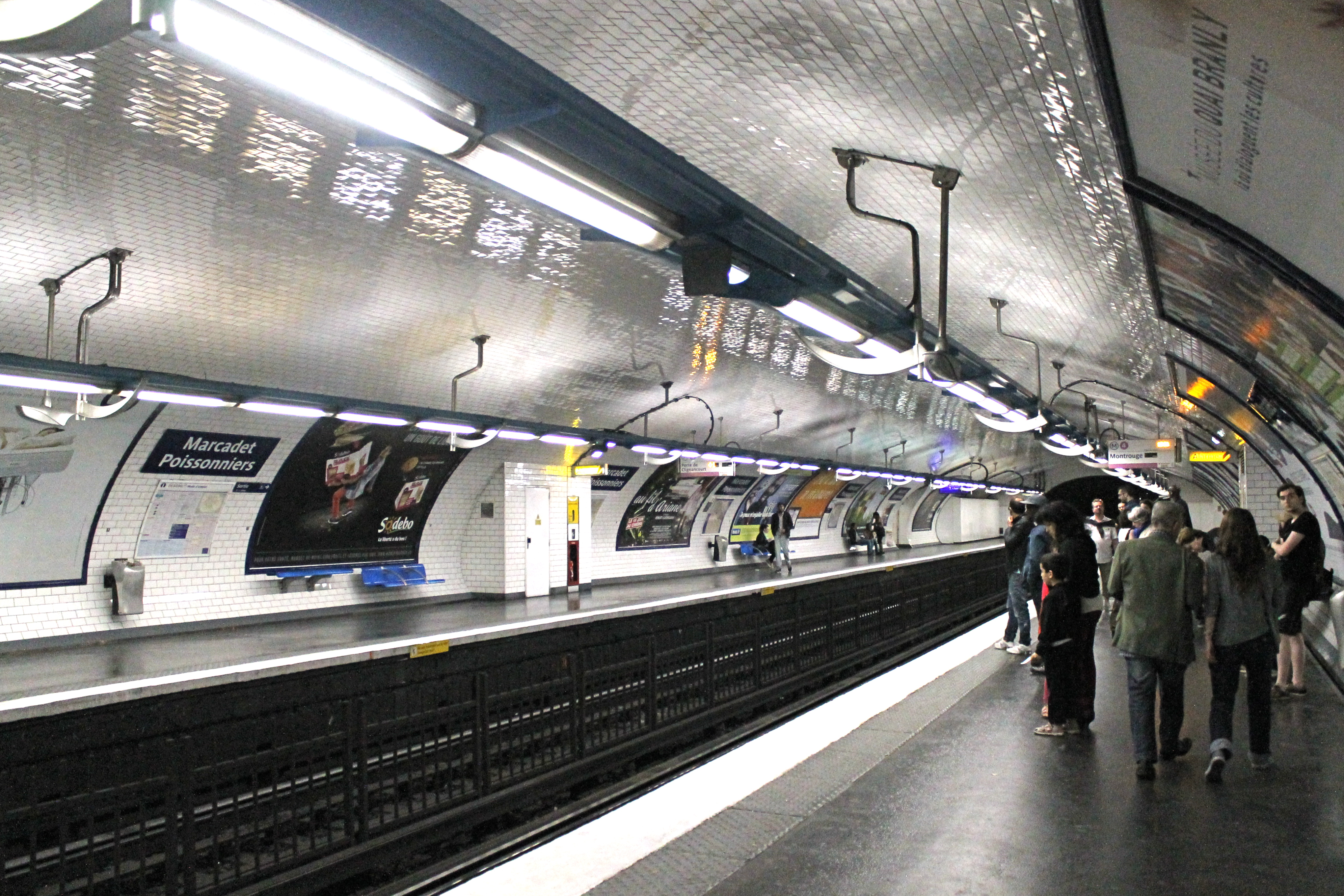
Station der Linie 4

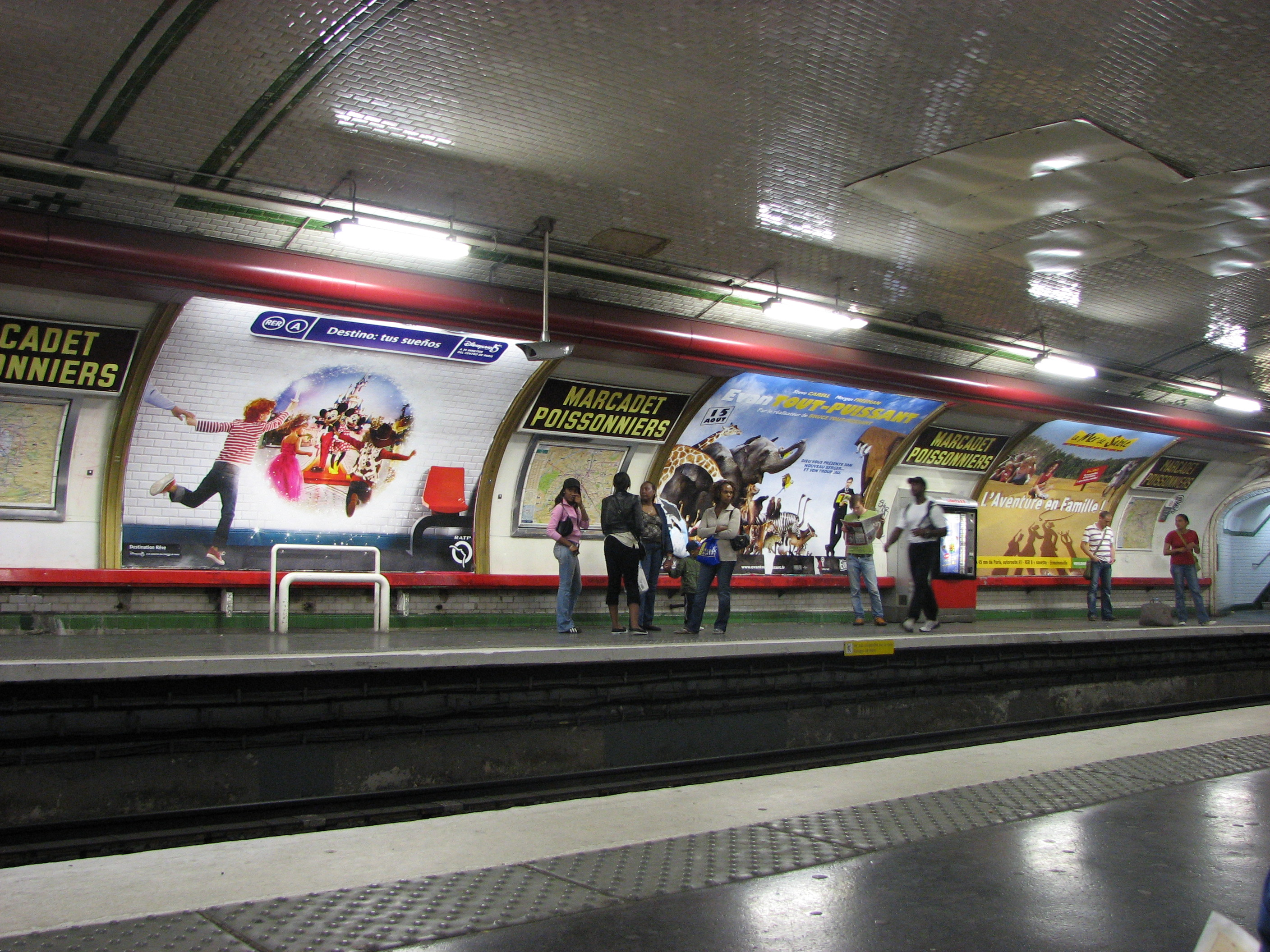
Station der Linie 12 mit Wandverkleidungen, 2007

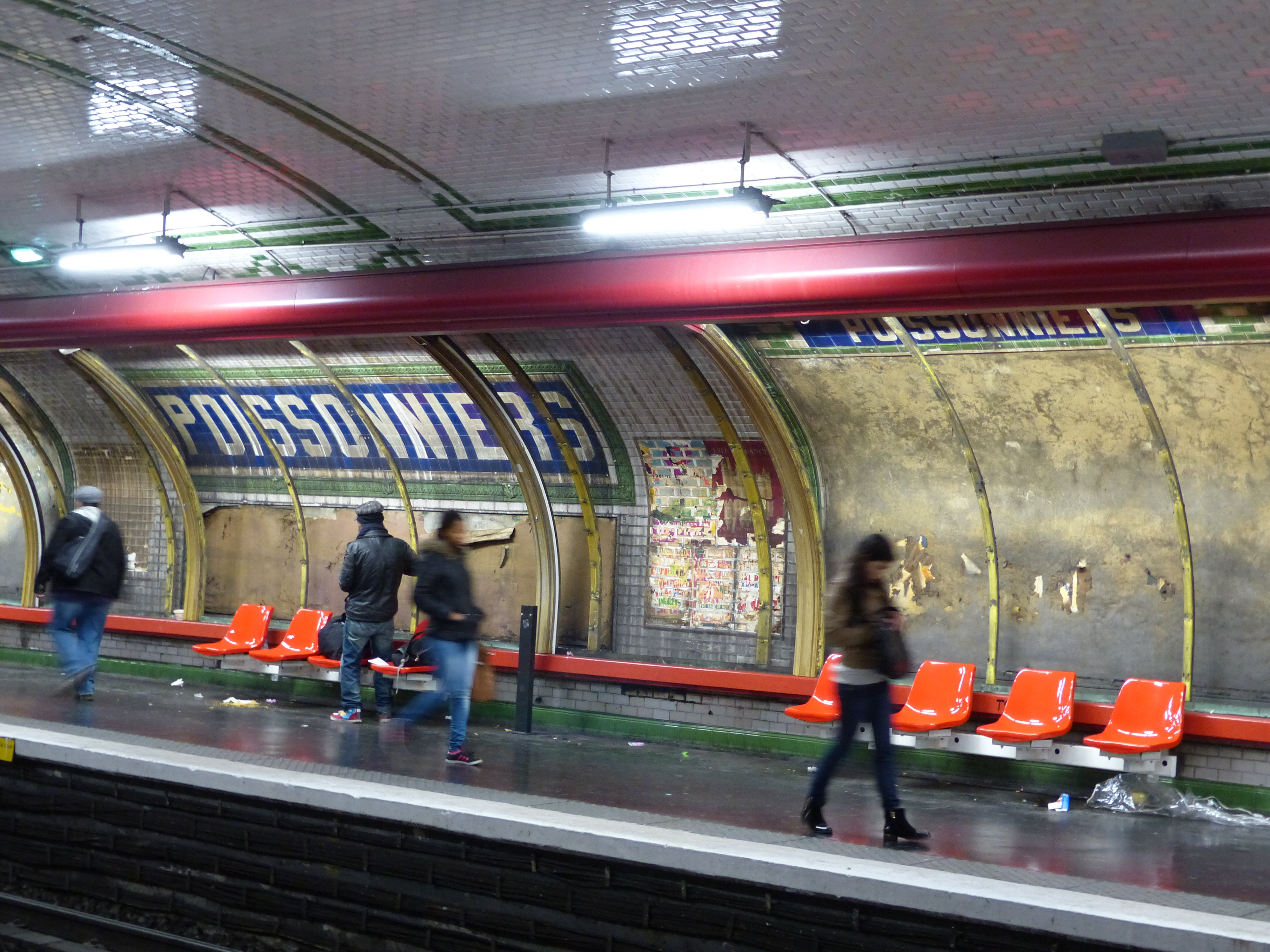
Linie 12: alte Stationsschilder aus Fliesen hinter den abgebauten Paneelen, 2014

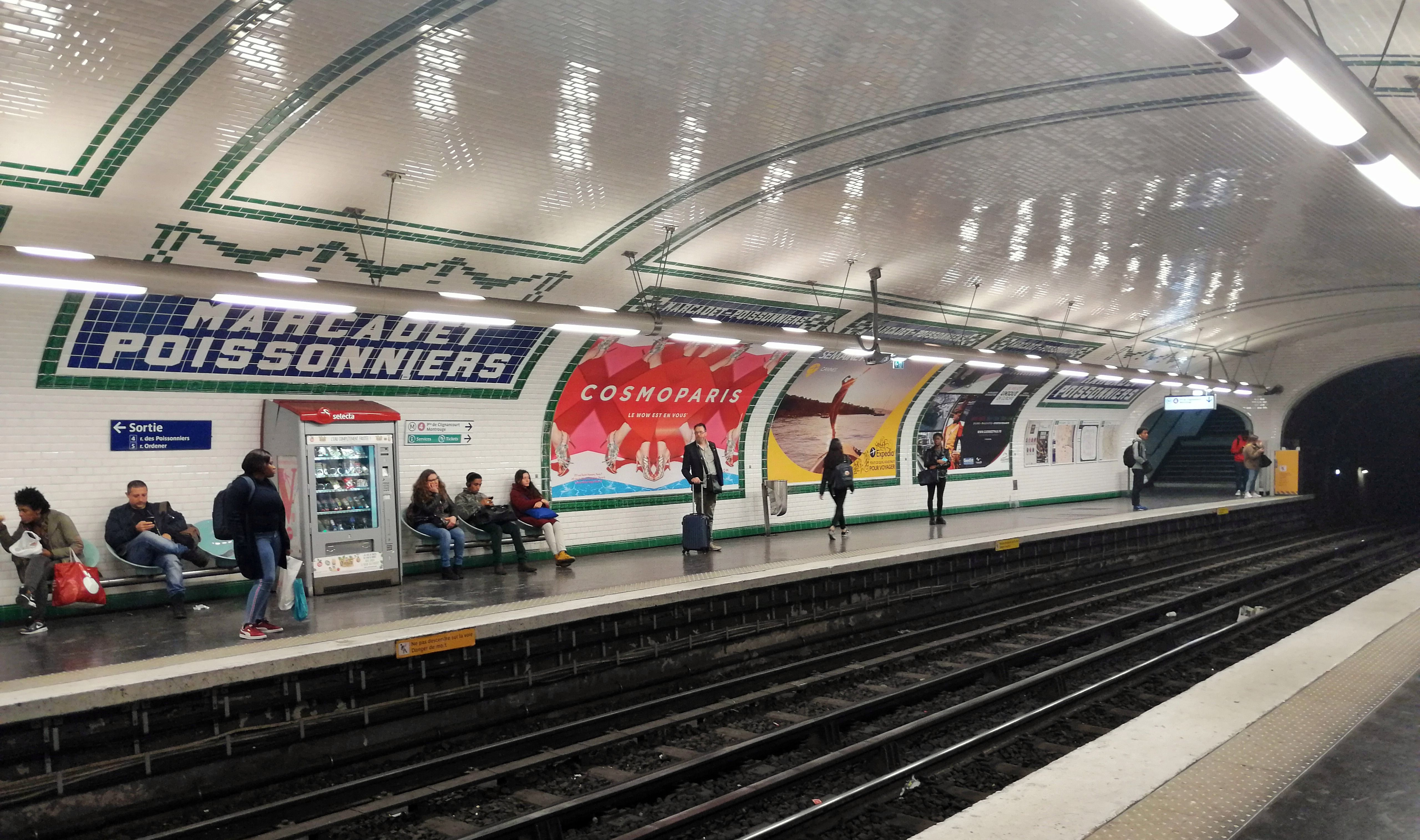
Station der Linie 12, 2019

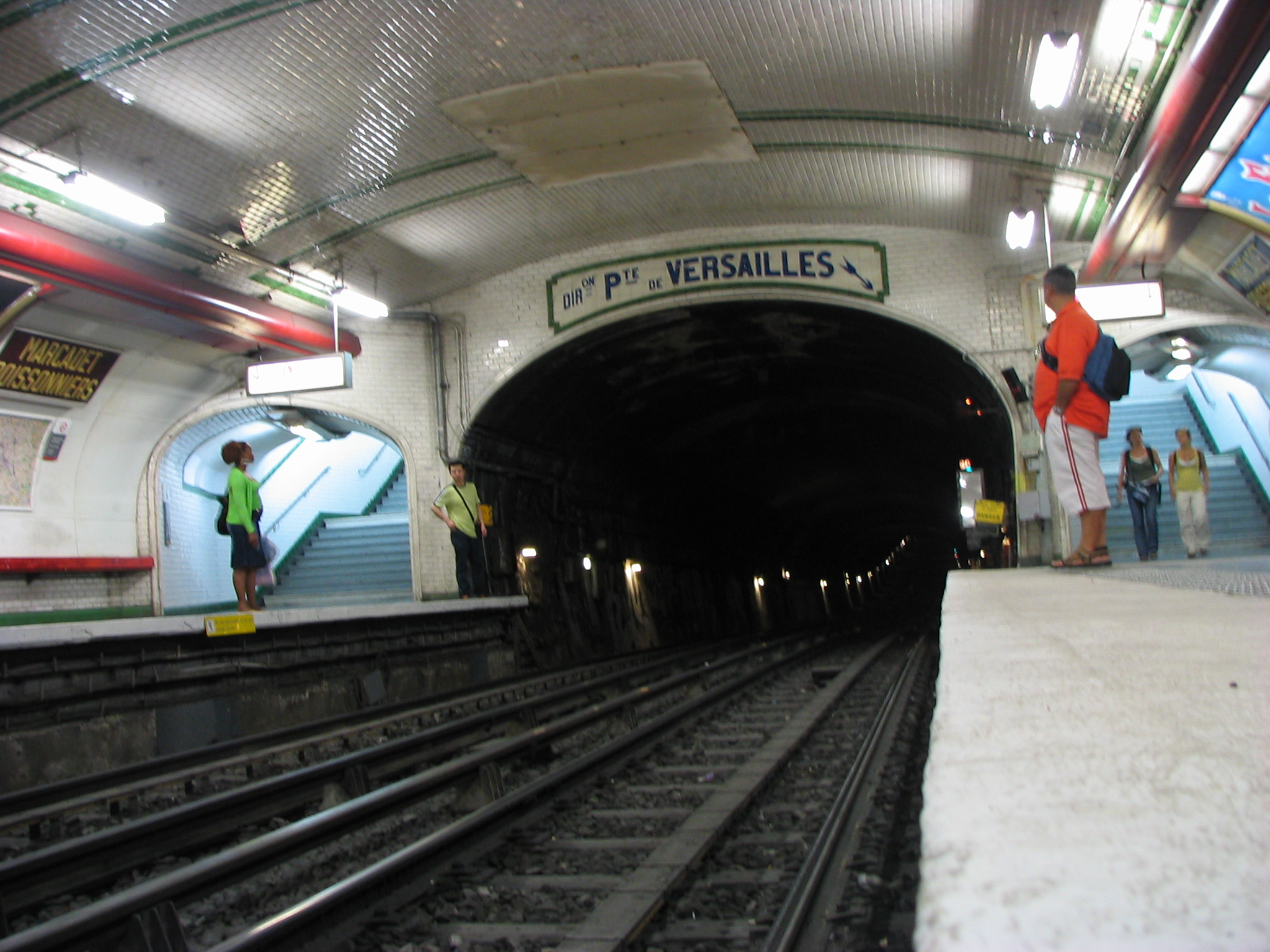
Typisches Merkmal der Nord-Sud-Stationen: Richtungsanzeige über dem Gewölbebogen des Streckentunnels

Marcadet – Poissonniers [maʁkadɛ pwasɔnje] ist ein unterirdischer Umsteigebahnhof der Linien 4 und 12 der Pariser Métro.

## Lage
Der U-Bahnhof befindet sich im Quartier de Clignancourt des 18. Arrondissements von Paris. Die Station der Linie 4 liegt längs unter dem Boulevard Barbès südlich dessen Kreuzung mit der Rue Ordener, die der Linie 12 längs unter der Rue Ordener östlich dieser Kreuzung.

## Name
Namengebend sind die den Boulevard Barbès kreuzende Rue Marcadet und die Rue des Poissonniers, die die Rue Ordener kreuzt. Die Rue Marcadet hat ihren Namen von der Flurbezeichnung „La Mercade“ (lat. mercadus = Markt), welche auf einen Handelsplatz hindeutet, wo schon seit dem 7. Jahrhundert Märkte (die sog. Foire de Lendit) abgehalten wurden. Die Rue des Poissonniers (Straße der Fischhändler) folgt einem bereits 1301 erwähnten Weg der Fischhändler, über den diese Nordseefische in die Stadt brachten.

## Geschichte und Beschreibung
Die Station der Linie 4 wurde am 21. April 1908 von der Compagnie du chemin de fer métropolitain de Paris (CMP) unter dem Namen „Marcadet“ eröffnet. Damals wurde der erste, 5000 m lange Abschnitt der Linie 4 von Châtelet bis Porte de Clignancourt in Betrieb genommen.
Am 23. August 1916 kam die Station „Poissonniers“ der Linie A der konkurrierenden Société du chemin de fer électrique souterrain Nord-Sud de Paris (Nord-Sud) – zunächst ohne Verbindung zur Station Marcadet – hinzu. In Höhe des Boulevard Barbès unterquert deren Strecke die der Linie 4 nahezu rechtwinklig. Nachdem die Nord-Sud 1930 in der CMP aufgegangen war, wurde am 27. März 1931 die Linie A in Linie 12 umbenannt. Am 25. August 1931 wurde zwischen den beiden Stationen ein unterirdischer Verbindungsgang eröffnet und der so entstandene Umsteigebahnhof erhielt seinen heutigen Namen.
Beide Station liegen unter elliptischen, weiß gefliesten Gewölben, sie haben Seitenbahnsteige an jeweils zwei Streckengleisen. Die Seitenwände der Station der Linie 4 folgen der Krümmung der Ellipse, die der Linie 12 verlaufen – wie die aller von der Nord-Sud gebauten Stationen – im unteren Bereich geradlinig vertikal. Die Station der Linie 12 weist die ursprüngliche Länge von 75 m, ausreichend für Fünf-Wagen-Züge, auf. Wegen der zunächst auf den Strecken der Nord-Sud vorhandenen Oberleitung ist sie geringfügig höher als die CMP-Station. Wie bei der Nord-Sud üblich wurde sie etwas prunkvoller als die Stationen der CMP gestaltet.
Mitte der 1960er Jahre wurde die Station der Linie 4 auf 90 m verlängert und für den Betrieb mit gummibereiften Zügen umgerüstet. Von 2014 bis 2016 wurde die Station der Linie 12 renoviert. Die in den 1960er Jahren angebrachten Wandverkleidungen wurden entfernt und das ursprüngliche Aussehen wieder annähernd hergestellt.
Der U-Bahnhof ist über vier Eingänge erreichbar. Die beiden Zugänge am Boulevard Barbès / Ecke Rue Marcadet sind durch Masten markiert, die ein gelbes „M“ in einem Doppelkreis tragen. Unweit davon existiert ein zusätzlicher Ausgang mit einer Rolltreppe. Die Zugänge zur Station der ehemaligen Linie A liegen hintereinander in der Rue Ordoner an deren Kreuzung mit der Rue des Poissonniers. Der westliche trägt ein rotes Schild mit der Aufschrift METROPOLITAIN, vor der Übernahme durch die CMP stand dort NORD-SUD.

## Fahrgastzahlen
Im Jahr 2012 betraten 6,2 Millionen Fahrgäste das Pariser Metronetz über die Station Marcadet – Poissonniers.

## Fahrzeuge
Die Fahrzeuge der Linie 4 laufen auf mit Stickstoff gefüllten Gummireifen, die auf Fahrbalken rollen. Sechs-Wagen-Züge der Baureihe MP 59 ersetzten in den Jahren 1966 bis 1967 die Fünf-Wagen-Züge der auf Schienen verkehrenden Bauart Sprague-Thomson. Seit 2011 verkehrt auf der Linie 4 die Baureihe MP 89 CC. Die Umstellung der Linie 4 auf fahrerlose Züge der Baureihen MP 89 CA, MP 05 und MP 14 hat am 12. September 2022 begonnen und soll bis Ende 2023 abgeschlossen sein.
Auf der Linie 12 verkehrten zunächst Züge der Nord-Sud-Bauart Sprague-Thomson, die sich in mehreren Punkten von den Sprague-Thomson-Fahrzeugen der CMP unterschieden. Auffallendes Merkmal war die Stromversorgung des führenden Triebwagens mittels eines Pantographen. Nach der Übernahme der Nord-Sud durch die CMP wurde diese Betriebsform in den 1930er Jahren aufgegeben. In den 1970er Jahren schieden die Nord-Sud-Züge zugunsten der Sprague-Thomson-Regelbauart aus, 1977 kamen dann moderne Züge der Baureihe MF 67 auf die Strecke.